# Denise Curry
Denise Curry (Fort Benton, 22 augustus 1959) is een voormalig Amerikaans basketbalspeelster. Zij won met het Amerikaans basketbalteam de gouden medaille tijdens de Olympische Zomerspelen 1984.
Curry speelde voor het team van de Universiteit van Californië - Los Angeles, waarmee ze in 1978 het kampioenschap won. Tussen 1982 en 1990 speelde ze bij verschillende clubs in Europa. Ze won onder andere 2x het Franse kampioenschap.
Tijdens de Olympische Zomerspelen 1984 in Los Angeles won ze olympisch goud door Zuid-Korea te verslaan in de finale met 85-55. Ook won ze met het nationale team het Wereldkampioenschap basketbal 1979 in Zuid-Korea.
Na haar carrière als speler werd zij basketbalcoach. In 1997 werd Curry toegevoegd aan de Basketball Hall of Fame. En in 1999 werd ze ook toegevoegd aan de Women’s Basketball Hall of Fame.